# Bielany (gromada w powiecie sokołowskim)
Bielany – dawna gromada, czyli najmniejsza jednostka podziału terytorialnego Polskiej Rzeczypospolitej Ludowej w latach 1954–1972.
Gromady, z gromadzkimi radami narodowymi (GRN) jako organami władzy najniższego stopnia na wsi, funkcjonowały od reformy reorganizującej administrację wiejską przeprowadzonej jesienią 1954 do momentu ich zniesienia z dniem 1 stycznia 1973, tym samym wypierając organizację gminną w latach 1954–1972.
Gromadę Bielany z siedzibą GRN w Bielany-Żyłaki utworzono – jako jedną z 8759 gromad na terenie Polski – w powiecie sokołowskim w woj. warszawskim, na mocy uchwały nr VI/10/21/54 WRN w Warszawie z dnia 5 października 1954. W skład jednostki weszły obszary dotychczasowych gromad Bielany-Żyłaki, Bielany-Wąsy, Bielany-Jarosławy, Ruciany, Kowiesy, Wańtuchy i Wyszomierz ze zniesionej gminy Kowiesy w tymże powiecie. Dla gromady ustalono 15 członków gromadzkiej rady narodowej.
31 grudnia 1959 do gromady Bielany przyłączono obszary zniesionych gromad Patrykozy i Kożuchów (bez wsi Krasnodęby-Kasmy, Krasnodęby-Sypytki i Krasnodęby-Rafały) w tymże powiecie.
31 grudnia 1961 z gromady Bielany wyłączono wieś Wańtuchy, włączając ją do gromady Rozbity Kamień w tymże powiecie; do gromady Bielany włączono natomiast wsie Dziegietnia-Kolonia, Dziegietnia, Wojewódki Dolne i Wojewódki Górne ze zniesionej gromady Przywózki w tymże powiecie.
Gromada przetrwała do końca 1972 roku, czyli do kolejnej reformy gminnej. 1 stycznia 1973 w powiecie sokołowskim utworzono gminę Bielany.